# Anjoutey
Anjoutey es una comuna francesa situada en el departamento del Territorio de Belfort, de la región de Borgoña-Franco Condado.
Los habitantes se llaman Anjoutinois.

## Geografía
Está ubicada a 10 km al noreste de Belfort. 

## Demografía
| 365 | 358 | 339 | 423 | 544 | 591 | 674 | 618 |
| Para los censos de 1962 a 1999 la población legal corresponde a la población sin duplicidades (Fuente: INSEE [Consultar]) |     |     |     |     |     |     |     |